# Orthonevra
Orthonevra es un género de moscas sírfidas.
Miden de 4.5 a 7 mm. Los ojos, a menudo, tienen una o varias rayas que, a veces, parecen garabatos.

## Especies
- Orthonevra aenethorax Kohli, Kapoor & Gupta, 1988[5]
- Orthonevra anniae (Sedman, 1966)
- Orthonevra argentina (Brèthes, 1922)[6]
- Orthonevra auritarsis Brădescu, 1992
- Orthonevra bellula (Williston, 1882)
- Orthonevra brevicornis (Loew, 1843)
- Orthonevra ceratura (Stackelberg, 1952)[7]
- Orthonevra chilensis (Thompson, 1999)
- Orthonevra elegans (Meigen, 1822)
- Orthonevra erythrogona (Malm, 1863)
- Orthonevra flukei (Sedman, 1964)
- Orthonevra frontalis (Loew, 1843)
- Orthonevra gemmula (Violovitsh, 1979)
- Orthonevra geniculata (Meigen, 1830)
- Orthonevra gewgaw (Hull, 1941)[6]
- Orthonevra incisa (Loew, 1843)
- Orthonevra intermedia (Lundbeck, 1916)[8]
- Orthonevra inundata (Violovitsh, 1979)[7]
- Orthonevra karumaiensis (Matsumura, 1916)[7]
- Orthonevra kozlovi (Stackelberg, 1952)[7]
- Orthonevra labyrinthops (Hull, 1944j)[6]
- Orthonevra minuta (Hull, 1945)
- Orthonevra montana Vujić, 1999
- Orthonevra neotropica (Shannon, 1925a)[6]
- Orthonevra nigrovittata (Loew, 1876)
- Orthonevra nitida (Wiedemann, 1830)
- Orthonevra nitidula (Curran, 1925)
- Orthonevra nobilis (Fallén, 1817)
- Orthonevra onytes (Séguy, 1961)
- Orthonevra parva (Shannon, 1916)
- Orthonevra pictipennis (Loew, 1863)
- Orthonevra plumbago (Loew, 1840)
- Orthonevra pulchella (Williston, 1887)
- Orthonevra quadristriata (Shannon & Aubertin, 1933)[6]
- Orthonevra robusta (Shannon, 1916)
- Orthonevra sachalinensis (Violovitsh, 1956)[7]
- Orthonevra shannoni (Curran, 1925a)[6]
- Orthonevra shusteri Brădescu, 1993
- Orthonevra sinuosa (Bigot, 1884)
- Orthonevra sonorensis (Shannon, 1964)
- Orthonevra stackelbergi Thompson & Torp, 1982
- Orthonevra stigmata (Williston, 1882)
- Orthonevra subincisa (Violovitsh, 1979)[7]
- Orthonevra tristis (Loew, 1871)
- Orthonevra unicolor (Shannon, 1916)
- Orthonevra vagabunda (Violovitsh, 1979)[7]
- Orthonevra varga (Violovitsh, 1979)[7]
- Orthonevra weemsi (Sedman, 1966)